# Orthosia albomarginata
Orthosia albomarginata là một loài bướm đêm trong họ Noctuidae.